# Augusto Benvenuti

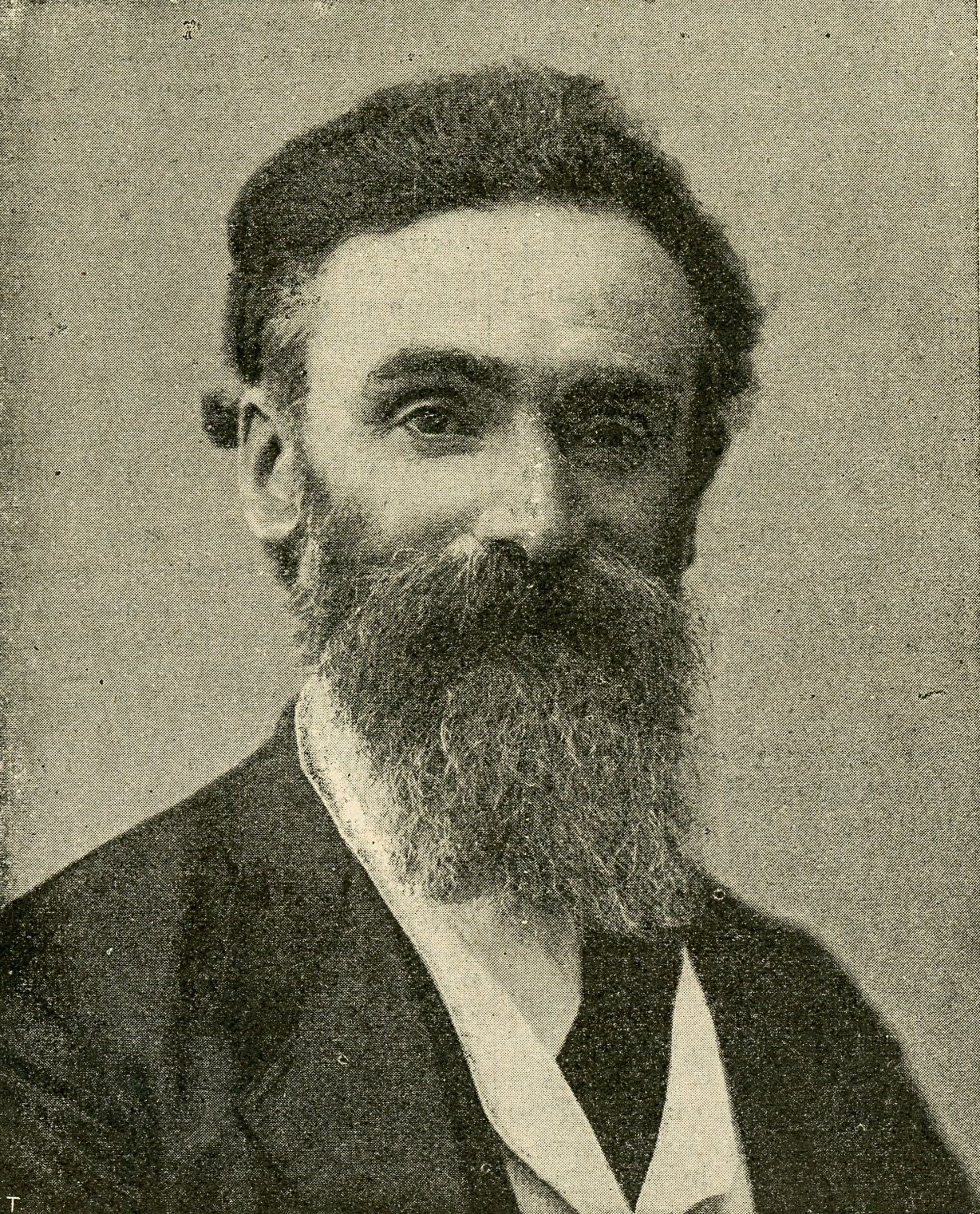
Augusto Benvenuti

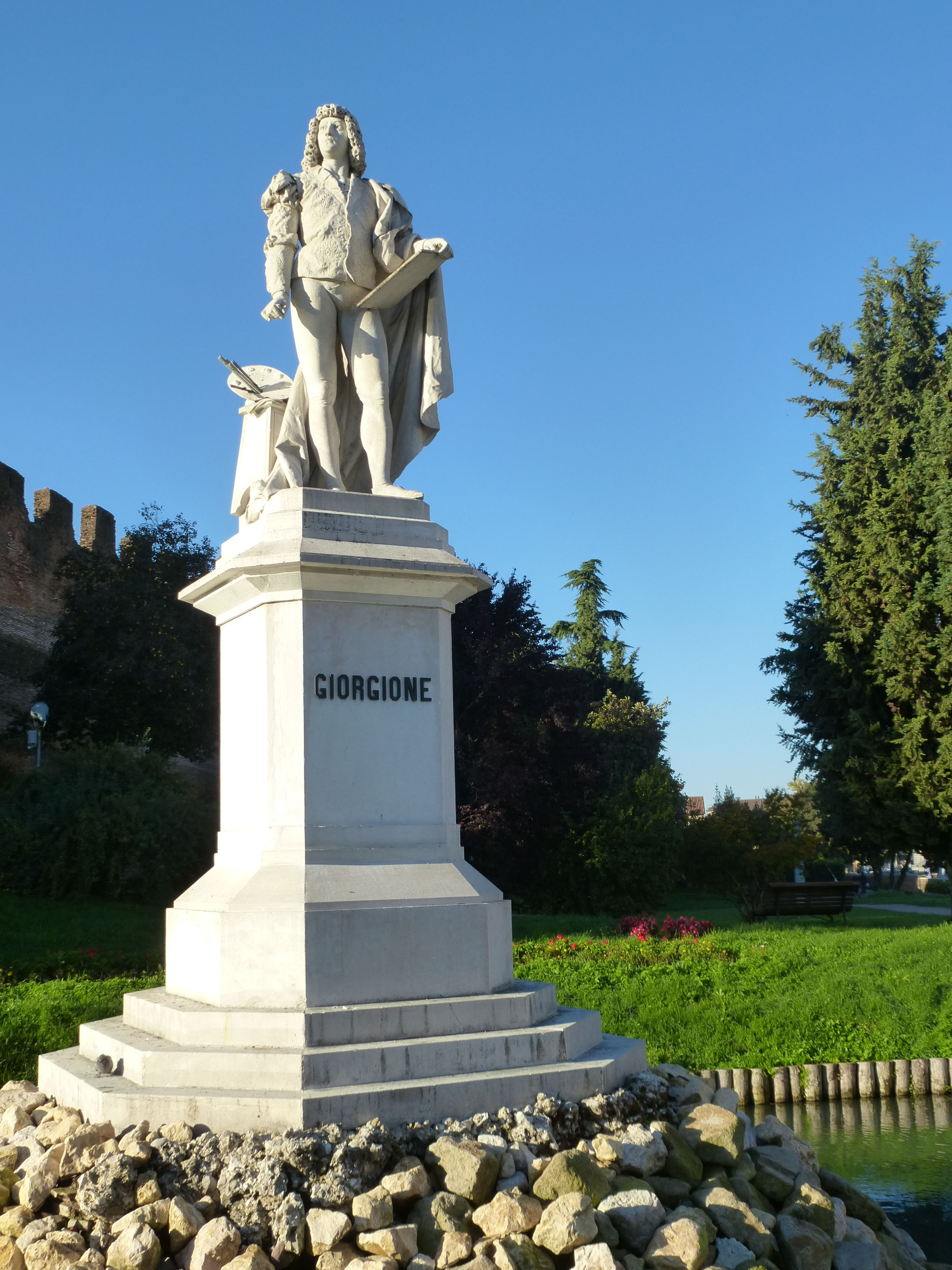
Monumento al Giorgione, Castelfranco Veneto.

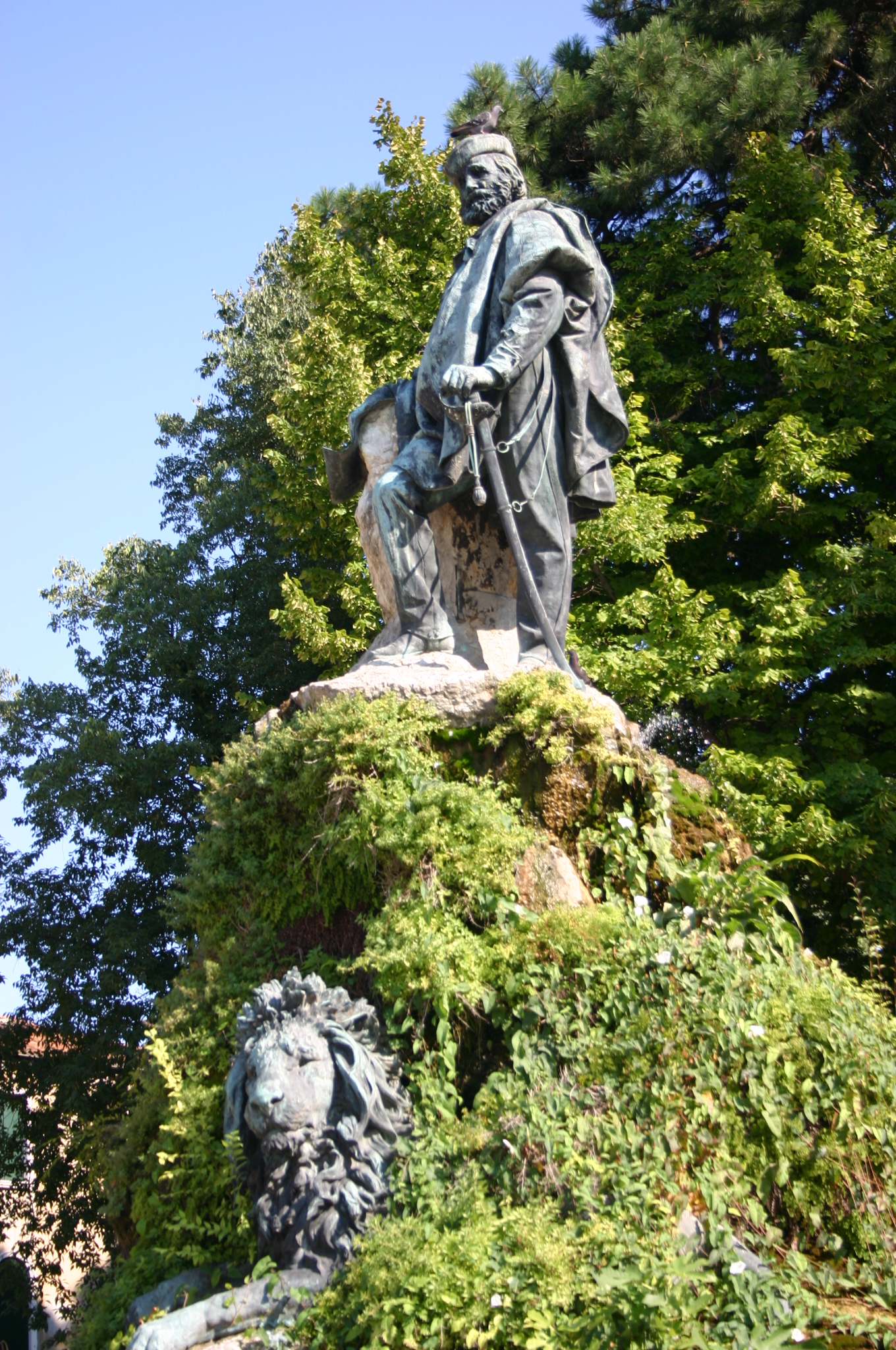
Monumento a Garibaldi, Venezia

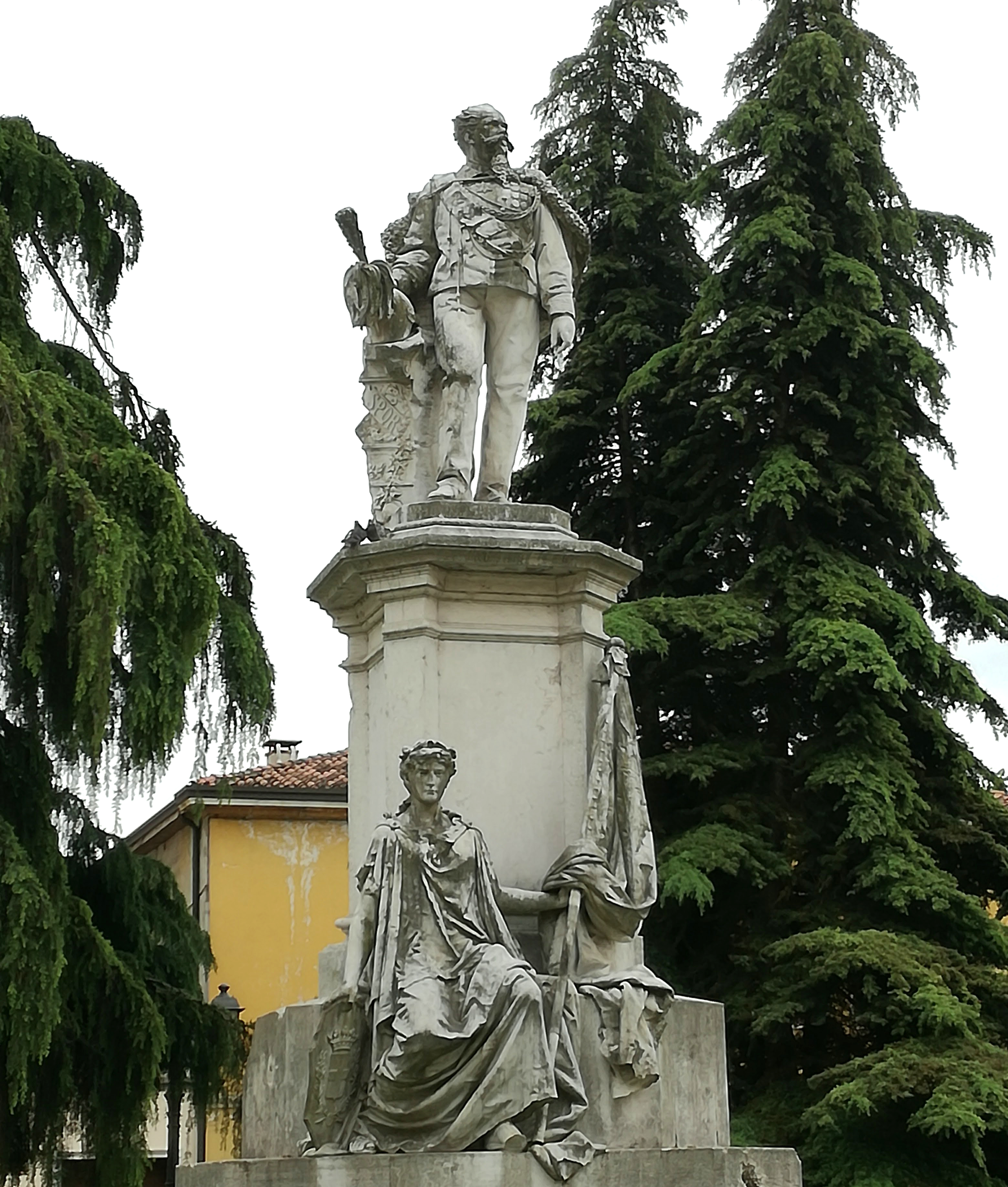
Monumento a Vittorio Emanuele II, Vicenza

Augusto Benvenuti (Venezia, 8 gennaio 1839 – Venezia, 7 febbraio 1899) è stato uno scultore italiano.

## Biografia
Di estrazione estremamente umile, manifestò precoci doti artistiche da autodidatta e la famiglia lo inviò ad un artigiano che gli insegnò l'intaglio in legno, passando successivamente alla scultura in marmo e in bronzo.
La sua opera più pregevole è senz'altro il monumento al Giorgione di Castelfranco Veneto (1878) ma raggiunse la celebrità con un mezzo busto raffigurante l'Innominato (1881). Grazie a questo gli furono commissionati numerosi monumenti destinati a paesi e città del Veneto. Del 1885 è il monumento all'Esercito Italiano, collocato a Venezia lungo la riva degli Schiavoni,  in memoria del lavoro svolto dalle truppe italiane durante l'inondazione padana del 1882.  Ancora per la città lagunare realizzò il Monumento a Giuseppe Garibaldi (1887) mentre a Vicenza realizzò nel 1880 quello a Vittorio Emanuele II. Sue anche le statue decorative che ornano il frontone del Teatro di Fiume. Per la Basilica dei Santi Giovanni e Paolo eseguì i monumenti di Domenico Moro e dei Fratelli Bandiera.
Per il Panteon veneto di Palazzo Loredan a Venezia realizzò i busti in marmo di Giovanni Caboto (1881), Giambattista Tiepolo (1884), Paolo Veronese (1888) e Samuele Romanin (1896).
Nonostante i successi, morì in condizioni di assoluta povertà.
Criticato da André Michel per la sua resa eccessivamente fredda, per quanto precisa, in tempi più recenti il Benvenuti è stato rivalorizzato da Marchiori (1960) per il suo gusto bozzettistico specialmente nelle scene di vita popolare.

## Esposizioni
Oltre all'esposizione nell'allora nuova sede della Galleria d'arte moderna di Venezia a Ca' Pesaro, in cui ancora oggi si trovano suoi ritratti acquistati dalla Galleria stessa:
- Dal 1880: Promotrice di Belle Arti, Torino (Il guerriero dell'avvenire)[1]
- 1882 e 1888: Londra[1]
- 1884: Esposizione Generale Italiana, Torino (Cleopatra)[1]
- 1888: Vienna (Berta che fila)[2]

Numerose opere minori comparvero in mostre ed esposizioni veneziane.

## Opere in collezioni pubbliche
L'innominato al Museo Revoltella e la terracotta L'avvocato Azzeccagarbugli fa restituire i polli a Renzo (1892) al Museo civico di Belluno.